# Theodor Brinek (1898)
Theodor Brinek (8 agosto 1898 – 25 luglio 1974) è stato un allenatore di calcio e calciatore austriaco, di ruolo centrocampista.
Suo figlio Theodor divenne anch'egli un calciatore professionista che giocò per la Nazionale austriaca.

## Carriera
Il 20 marzo del 1927, a Vienna, gioca l'amichevole Austria-Cecoslovacchia, conclusasi 1-2.
Dal 1959 al 1965 allena in due periodi il Wacker Innsbruck vincendo una Regionalliga Ovest nel 1965 e tre campionati del Tirolo.

## Palmarès

### Allenatore
- Fußball-Regionalliga (Austria): 1

Wacker Innsbruck: 1964-1965
- Tiroler Fussballverband: 3

Wacker Innsbruck: 1959-1960, 1960-1961, 1963-1964